# Agathangelos (Konstantinidis)
Agathangelos (světským jménem: Stylianos Konstantinidis; 27. prosince 1864, Manisa – 16. srpna 1935, Heybeliada) byl řecký duchovní Konstantinopolského patriarchátu a metropolita efezský.

## Život
Narodil se 27. prosince 1864 v Manise.
Dokončil církevní školu v Izmiru a roku 1879 nastoupil na Chalkiskou bohosloveckou školu, kterou dokončil roku 1886.
Byl postřižen na monacha a přijal mnišské jméno Agathangelos. Po rukopoložení dne 13. listopadu 1886 na diákona se stal archidiákonem efezské metropolie. Studoval právo v Berlíně a Paříži.
Byl učitelem na škole v Manise.
Od roku 1896 přednášel na Chalkiské bohoslovecké škole. Byl rukopoložen na jeromonacha a povýšen na archimandritu.
Dne 2. října 1901 byl Svatým synodem Konstantinopolského patriarchátu zvolen metropolitou grevenským. Dne 7. října 1901 proběhla jeho biskupská chirotonie. Hlavním světitelem byl metropolita nikopolský Dorotheos (Mammelis).
Dne 13. března 1910 se stal metropolitou dramským. Tuto funkci zastával do 25. října 1922 kdy se stal metropolitou neokaisareiským.
Dne 20. března 1924 byl ustanoven metropolitou Princových ostrovů a 2. dubna 1927 metropolitou chalkédónským.
Dne 28. června 1932 odešel do důchodu. Byl mu udělen čestný titul metropolity Efezu.
Zemřel 16. srpna 1935 na ostrově Heybeliada.